# Fjends Herred
Fjends Herred var det største herred i det gamle Viborg Amt hed i Kong Valdemars Jordebog Fyallanshæreth, senere Fialands Herred og Fiælntzherred.
Det hørte i middelalderen til Sallingsyssel; Senere kom det under Hald Len, og fra 1660 Hald Amt. Det grænser mod nordvest og vest til 
Hindborg Herred og Ringkjøbing Amt
(Ginding Herred), fra hvilket det skilles ved
Skive Å, mod øst til Lysgård og
Nørlyng Herreder, fra hvilket sidste det
til dels skilles ved Fiskbæk Å, mod nord til Lovns Bredning i Limfjorden, som det går ud
som en halvø mellem Hjarbæk- og Skive Fjord.
Området er præget af de omkring 1.600 gravhøje der findes i herredet. I den sydlige del af herredet ligger en del af Alheden med Kongenshus Mindepark for Hedens Opdyrkere. 
I herredet ligger følgende sogne:
- Daugbjerg Sogn – (Fjends Kommune)
- Dommerby Sogn – (Skive Kommune)
- Feldingbjerg Sogn – (Fjends Kommune)
- Fly Sogn – (Fjends Kommune)
- Gammelstrup Sogn – (Fjends Kommune)
- Højslev Sogn – (Skive Kommune)
- Kobberup Sogn – (Fjends Kommune)
- Kvols Sogn – (Viborg Kommune)
- Lundø Sogn – (Skive Kommune)
- Mønsted Sogn – (Fjends Kommune)
- Nørre Borris Sogn – (Fjends Kommune)
- Resen Sogn – (den sydlige del (1960 ha) kom til Karup Kommune i 1970, resten til Fjends Kommune)
- Smollerup Sogn – (Fjends Kommune)
- Tårup Sogn (Taarup) – (Viborg Kommune)
- Vridsted Sogn – (Fjends Kommune)
- Vroue Sogn – (Fjends Kommune)
- Ørslevkloster Sogn – (Skive Kommune)
- Ørum Sogn – (Skive Kommune)
- Den nordlige del af Frederiks Sogn – (Karup Kommune)

Fra 2007 ligger Nordfjends fortsat i Skive Kommune, mens resten af det tidligere herred nu er samlet i Viborg Kommune. 

## Eksterne kilder og henvisninger
- Fjends Herred i J.P. Trap: Kongeriget Danmark, udarbejdet af H. Weitemeyer (3. udgave, 4. bind 1901)

56°32′2.83″N 9°7′14.56″Ø / 56.5341194°N 9.1207111°Ø